# ジュリアーノ・プリーニ (潜水艦)
ジュリアーノ・プリーニ（イタリア語：Giuliano Prini, S 523）は、イタリア海軍のサウロ級潜水艦6番艦でサウロ級第3シリーズに分類される。艦名は第二次世界大戦期の潜水艦艦長ジュリアーノ・プリーニ海軍大尉に由来する。

## 艦歴
「ジュリアーノ・プリーニ」は、フィンカンティエリモンファルコーネ造船所で建造され1987年7月30日に起工、1987年12月12日に進水、1989年5月17日に就役する。
1999年から2002年にかけてターラントにおいて戦闘システムの近代化改修工事を受ける。